# Desastre de la presa del Vajont
El desastre de la presa del Vajont (en italiano: disastro del Vajont) fue un desastre que sucedió el 9 de octubre de 1963, cuando el tercer rellenado de agua de la presa del Vajont generó un efecto inesperado en la ladera de la montaña y sin previo aviso un gigantesco deslizamiento de unos 260 millones de metros cúbicos de bosque, tierra y roca cayeron en el lago de la presa a unos 80 km por hora. Como consecuencia del brusco desplazamiento de tierras, 50 millones de metros cúbicos de agua rebosaron por encima de los límites de la presa generando un megatsunami de 250 metros de altura.
La ola en forma de megatsunami se precipitó por el valle que había frente a la presa destruyendo todo a su paso, incluyendo el pueblo cercano de Longarone y las pequeñas villas de Pirago, Rivalta, Villanova y Faè. Como resultado murieron unas 1450 personas. Otros pueblos más lejanos también se vieron afectados, entre ellos Erto, Casso y Codissago, cerca de Castellavazzo. En total unas 2000 personas (algunas fuentes indican que fueron 1909) fallecieron.

## Antecedentes

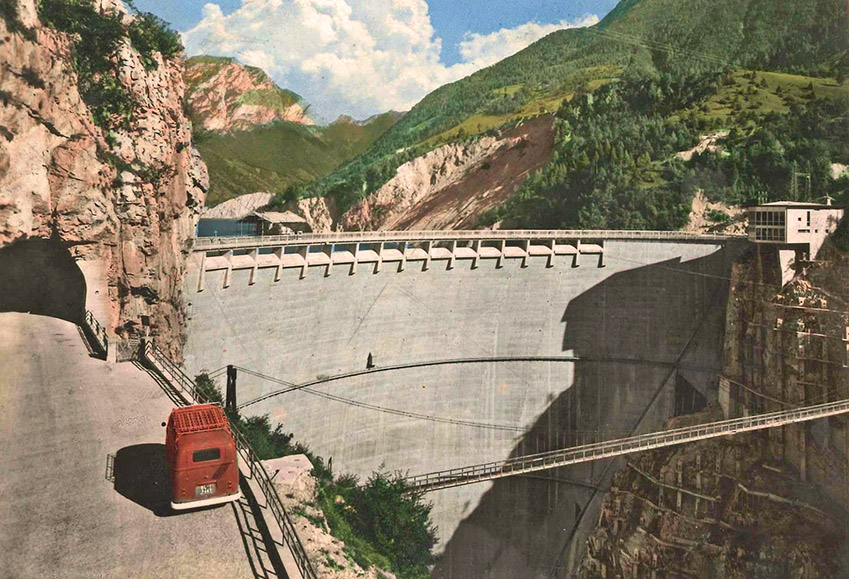
La presa del Vajont en 1963

La presa fue construida por la Società Adriatica di Elettricità (SADE, hoy en día parte de ENEL), el monopolio de suministro y distribución de electricidad del noreste de Italia. El propietario, Giuseppe Volpi, había sido ministro de Hacienda de Mussolini durante varios años. La "presa más alta del mundo", a través del desfiladero del Vajont, fue concebida en los años veinte para aprovechar los ríos Piave, Mae y Boite, con el fin de satisfacer la creciente demanda de generación de energía y la industrialización. El proyecto no se autorizó hasta el 15 de octubre de 1943, una vez resuelta la confusión que siguió a la caída de Mussolini durante la Segunda Guerra Mundial.
Los trabajos de construcción comenzaron en 1957. En 1959, se notaron cambios y fracturas durante la construcción de una nueva carretera al lado del Monte Toc. Esto dio lugar a nuevos estudios en los que tres expertos dijeron por separado a SADE que todo el lado del Monte Toc era inestable y que probablemente colapsaría en la cuenca si se completaba el llenado de agua. La SADE no hizo caso y la construcción se completó en octubre de 1959; en febrero de 1960 se autorizó a la SADE a iniciar el llenado de la cuenca. Se percibieron cambios en la roca durante el proceso de llenado del embalse y hubo un deslizamiento de cierta importancia de unos 700 000 m³ de rocas el 4 de noviembre de 1960. 

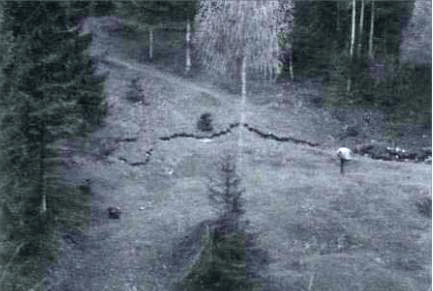
Un tramo de la fisura perimetral del desprendimiento del 4 de noviembre de 1960

SADE detuvo el llenado, bajó el nivel del agua unos 50 metros y comenzó a construir una galería subacuática que funcionara como bypass en la cuenca frente al Monte Toc para mantener la cuenca utilizable incluso si deslizamientos de tierra adicionales (que se esperaban) la dividieran en dos partes. En octubre de 1961, una vez terminada la galería, SADE reanudó el llenado del estrecho depósito bajo vigilancia controlada. En abril y mayo de 1962, con el nivel del agua de la cuenca a 215 m, se informó de cinco terremotos de "grado cinco" en la escala de intensidad de Mercalli. SADE restó importancia a estos terremotos y luego fue autorizada a llenar el embalse hasta el nivel máximo.

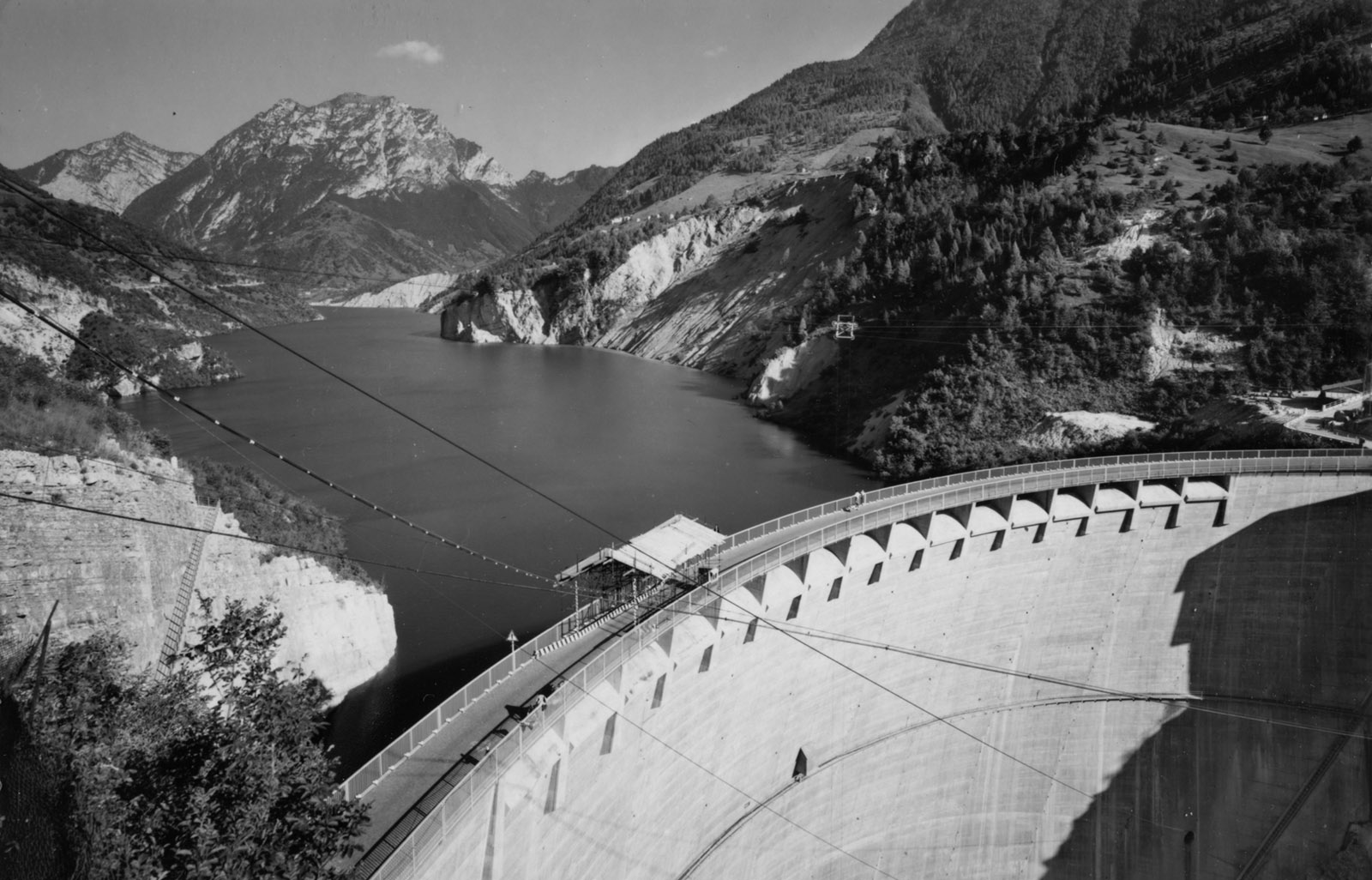
La presa del Vajont en septiembre de 1963, poco antes del desastre

En julio de 1962, los propios ingenieros de SADE informaron sobre los resultados de experimentos basados en modelos sobre los efectos de nuevos deslizamientos de tierra desde Monte Toc hacia el lago. Las pruebas indicaron que una ola generada por un deslizamiento de tierra podría superar la cresta de la presa si el nivel del agua estuviera a 20 metros o menos de la cresta de la presa. Por lo tanto, SADE decidió que un nivel de 25 metros por debajo de la cresta evitaría que cualquier ola de desplazamiento sobrepasara la presa. Se tomó la decisión de llenar el embalse más allá de esa cota, porque los ingenieros pensaban que podrían controlar la velocidad del desprendimiento controlando el nivel de agua en el embalse. No tuvieron en cuenta el impacto del agua de las lluvias en el nivel freático de los terrenos que rodean al embalse.
En marzo de 1963, la presa fue nacionalizada y quedó bajo el control de ENEL como parte del Ministerio de Obras Públicas de Italia. Al declararse la nacionalización, la presa valdría más para el momento de la venta cuanto más agua acumulada tuviera, por lo que se aceleró el llenado de la misma hasta el límite (cota 715). Esto provocó algunos desprendimientos de ladera menores, por lo que se rebajó el caudal acumulado a la cota 700, sin embargo las lluvias en esas semanas empeoraron la situación. Se esperaba un desprendimiento de tierra que provocara un tsunami de "solo" 20 metros de altura, lo que no sobrepasaría la altura del muro de la presa. Se estimó que el deslizamiento se produciría el 15 de noviembre.

## Desastre

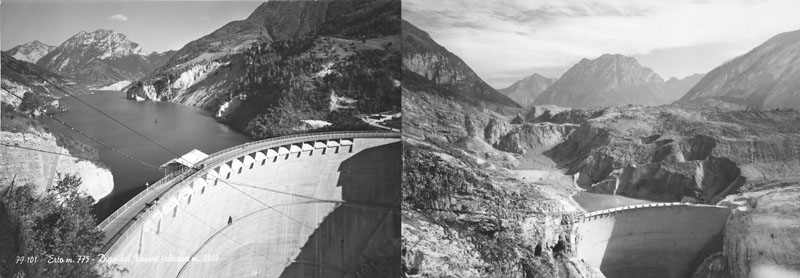
La presa antes y después de la catástrofe del 9 de octubre de 1963

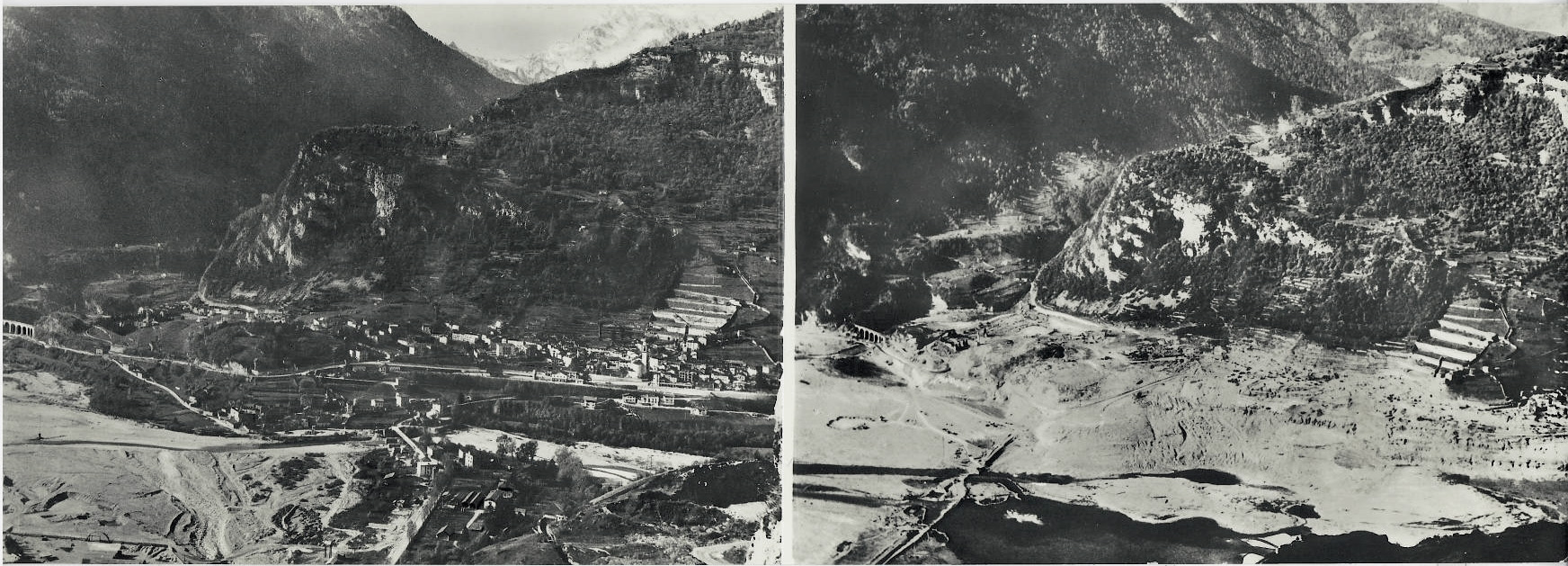
Longarone antes y después de la tragedia

La catástrofe ocurrió después de que Società Adriatica di Elettricità (SADE) y el gobierno italiano ocultaran informes y descartaran la evidencia de que Monte Toc, en el lado sur de la cuenca, era geológicamente inestable. Habían ignorado numerosas advertencias, señales de peligro y valoraciones negativas. Al subestimar el tamaño del deslizamiento de tierra, el intento de SADE de controlarlo de manera segura bajando el nivel del lago se produjo cuando el desastre era casi inminente.
Durante el verano de 1963, con la cuenca casi completamente llena, la población, alarmada, informó continuamente de deslizamientos, sacudidas y movimientos del terreno. El 15 de septiembre de 1963, toda la ladera de la montaña se deslizó 22 cm. El 26 de septiembre de 1963, ENEL decidió vaciar lentamente la cuenca hasta 240 metros. A principios de octubre de 1963, el derrumbamiento de la ladera sur de la montaña parecía inevitable; en un día, se desplazó casi 1 metro. De hecho, al monte se le conocía como "el monte que camina" por su tendencia a los corrimientos de tierra.
El 9 de octubre de 1963, los ingenieros vieron árboles caer y rocas rodando hacia el lago donde se produciría el deslizamiento de tierra previsto. Antes de esto, el alarmante ritmo de movimiento del deslizamiento de tierra no había disminuido como resultado del descenso del agua, aunque el agua había sido bajada a lo que la SADE creía que era un nivel seguro para contener la ola de desplazamiento en caso de que ocurriera un deslizamiento de tierra catastrófico. Ante la inminencia de un gran deslizamiento de tierra, los ingenieros se reunieron en la cima de la presa esa noche para presenciar el tsunami.
Finalmente el desastre sucede en la noche del 9 de octubre de 1963 a las 22:39 (UTC+1) en la provincia de Pordenone, región del Friuli-Venecia Julia, (Italia) cuando durante el llenado del tercer depósito de esta presa, una de las más grandes de Europa y construida en 1961, se produjo un gigantesco deslizamiento de unos 260 millones de metros cúbicos de bosque, tierra y roca, que cayeron en el depósito a unos 80 km por hora, de forma similar al tsunami de Bahía Lituya. 

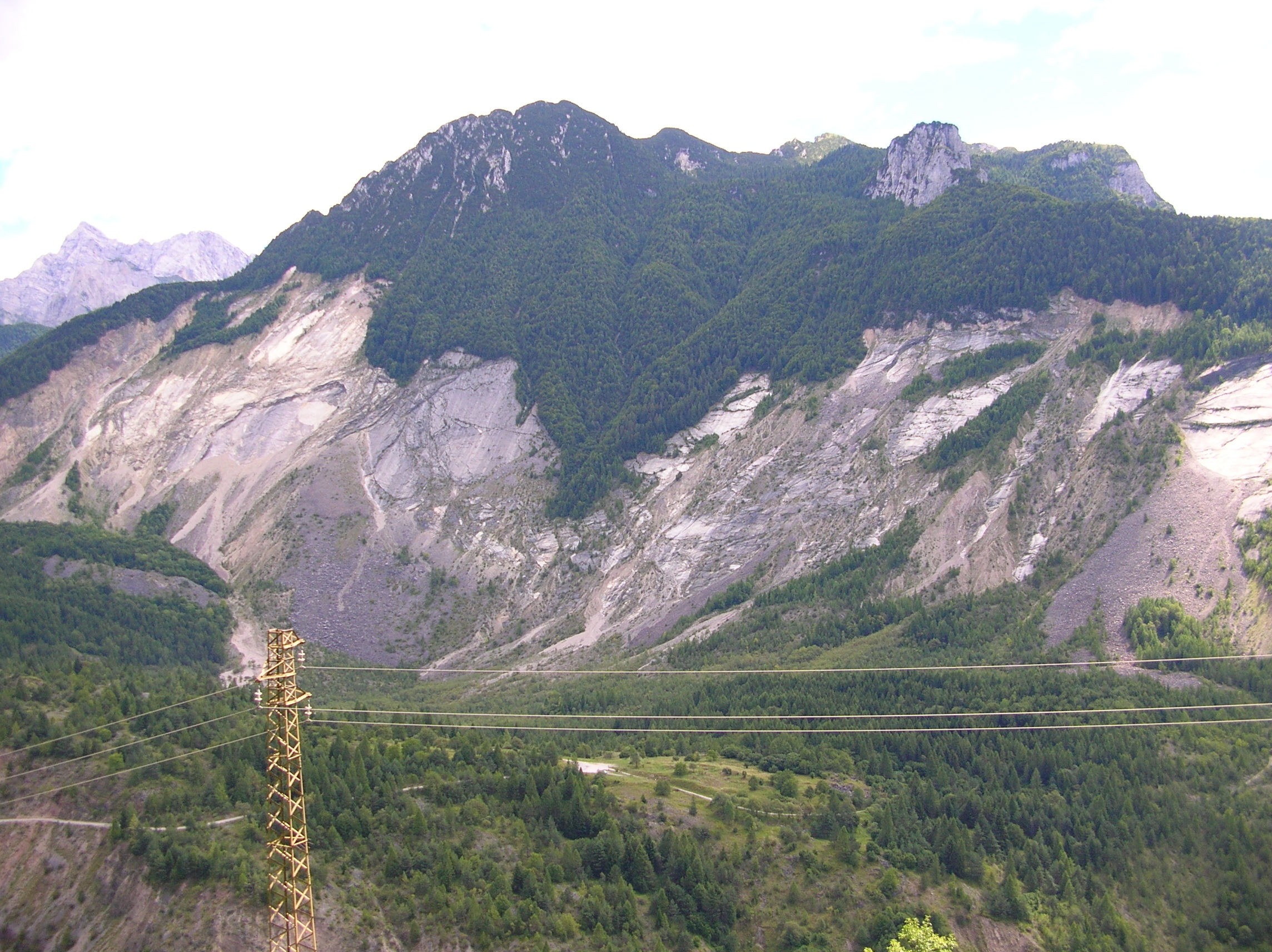
La zona del deslizamiento en la ladera norte del monte Toc (donde no hay bosque), vista desde la localidad de Casso. Pueden verse los derrubios del deslizamiento en donde antes estaba el embalse

El agua desplazada por el corrimiento de tierra que cayó al embalse produjo que 50 millones de metros cúbicos de agua sobrepasasen la presa en una ola de 250 metros de altura, pese a lo cual la estructura de la presa no recibió daños importantes. Antes del megatsunami fue por delante una onda de choque de aire comprimido que se ha equiparado a dos bombas nucleares de Hiroshima, el megatsunami se dirigió a una velocidad de unos 80 km/h hacia los pueblos cercanos, destruyendo totalmente el pueblo de Longarone y las pequeñas villas de Pirago, Rivalta, Villanova y Faè, matando a casi 2000 personas. Varios pequeños pueblos del territorio de Erto e Casso y el pueblo de Codissago, cerca de Castellavazzo, sufrieron daños de importancia.
Respecto a la presa, que quedó intacta tras el accidente (solo hubo que desescombrar la parte superior), se quedó sin actividad y no produce energía. En los últimos años la presa, ahora propiedad de ENEL, se abrió parcialmente al público en 2002 con visitas guiadas y acceso a la pasarela que recorre la cima y otros lugares. En septiembre de 2006 se inauguró una prueba anual de pista no competitiva, denominada "Senderos del Recuerdo", que permite a los participantes acceder a algunos lugares del interior de la montaña. El 12 de febrero de 2008, al inaugurar el Año Internacional del Planeta Tierra, la UNESCO citó la tragedia de la presa del Vajont como uno de los cinco «cuentos con moraleja» causados por "el fracaso de ingenieros y geólogos".

## En la cultura popular
- El programa de televisión Segundos catastróficos presentó el desastre en el episodio tres, "Mountain Tsunami", de su quinta temporada en 2012.[14]